# Тюлина, Ирина Александровна
Ири́на Алекса́ндровна Тю́лина (3 февраля 1922, Москва — 29 июня 2020, там же) — советский и российский учёный-механик и историк науки. Кандидат физико-математических наук, доцент кабинета истории и методологии математики и механики механико-математического факультета МГУ; работы в области истории механики.

## Биография
Родилась 3 февраля 1922 года в Москве. Отец — Александр Фёдорович Тюлин (1885—1955), советский агрохимик и почвовед, профессор; происходил из иконописцев слободы Мстёра. Мать — Вера Павловна Тюлина (урождённая Сердобольская), учительница географии и астрономии в средней школе. Брат — Георгий Александрович Тюлин (1914—1990), учёный в области ракетно-космической техники, профессор МГУ, генерал-лейтенант.
В 1939 году Ирина Тюлина окончила с отличием среднюю школу и поступила на механико-математический факультет МГУ. В день начала Великой Отечественной войны Ирина Тюлина, оканчивавшая 2-й курс, записалась на курсы медсестёр, а в сентябре 1941 года, по окончании курсов, добровольно вступила в действующую армию. В качестве старшей операционной медсестры 412-го медико-санитарного батальона 330-й стрелковой дивизии 10-й армии Западного фронта участвовала в контрнаступлении под Москвой. Позднее несла службу в составе 2-го Белорусского фронта, боевой путь которого проходил через Белоруссию, север Польши и Германии. Войну окончила на реке Эльбе, являясь военфельдшером, лейтенантом медслужбы. Свидетельством боевого прошлого И. А. Тюлиной служат награды: два ордена Отечественной войны II степени, медали «За боевые заслуги», «За отвагу», «За победу над Германией», «За оборону Москвы».
В сентябре 1945 года И. А. Тюлина вернулась к учёбе на мехмате и успешно окончила его в 1948 году. В том же году поступила в аспирантуру по истории механики к профессору МГУ Н. Д. Моисееву. Аспирантуру она окончила в 1951 году, а 3 апреля 1952 года защитила кандидатскую диссертацию (тема — «Развитие механики реактивного движения тел переменного состава»). Была оставлена в университете и уже с 1951 года читала годовой курс истории механики (сначала на заочном отделении мехмата МГУ, а с 1954 года — на дневном отделении). Данный курс был поставлен на факультете Н. Д. Моисеевым, читавшим его с 1945 года; И. А. Тюлина выступила достойной преемницей своего учителя и читала этот курс (с 1968 года — полугодовой; с 1972 года называется курсом истории и методологии механики) нескольким поколениям студентов мехмата (более 55 лет).
После завершения строительства Главного здания МГУ была изменена штатная структура университета и ставки ассистента на мехмате не стало. В 1956 году И. А. Тюлина, подав документы на конкурс, стала доцентом Московского авиационно-технологического института (МАТИ); там она до 1961 года преподавала теоретическую механику, а в последнее время исполняла и обязанности заведующего кафедрой теоретической механики (продолжая читать курс истории механики на мехмате как почасовик). В 1958 году ей было присвоено учёное звание доцента.
В 1961 году И. А. Тюлина по приглашению декана мехмата Н. А. Слёзкина заняла штатную должность доцента кабинета истории и методологии математики и механики мехмата МГУ. Она читала лекции по истории и методологии механики на дневном и вечернем отделениях мехмата, вела практические занятия по теоретической механике, руководила курсовыми и дипломными работами студентов по истории механики. В период с 1965 по 1991 годы для преподавателей, приезжавших из различных вузов СССР на факультет повышения квалификации (ФПК) при мехмате МГУ, она также читала курс истории механики и спецкурсы. В течение пяти лет аналогичный курс она читала и для слушателей ФПК МАТИ. Неоднократно она читала циклы лекций по истории механики для преподавателей, аспирантов и студентов кафедры механики и процессов управления Пермского государственного университета, участвовала в работе проводившихся там научных конференций.
Совместно с С. С. Демидовым И. А. Тюлина руководила одним из старейших семинаров Московского университета (основан в 1933 году) — Научно-исследовательским семинаром по истории математики и механики. На базе этого семинара сформировался ежегодник «Историко-математические исследования», являющийся уже более полувека основным в СССР и России изданием по истории математики. Она являлась также одним из руководителей работающего на мехмате с 1961 года семинара по истории и методологии математики и механики.
С 1970-х годов И. А. Тюлина — член Научно-методического совета по теоретической механике при Министерстве образования, основанного в 1964 году по инициативе академика А. Ю. Ишлинского (хотя в заседаниях совета она регулярно участвовала начиная с 1965 года). Совет представляет собой орган, объединяющий ведущих специалистов-механиков, профессоров и преподавателей кафедр механики российских (до 1991 года — советских) вузов и ответственный за обмен опытом, совершенствование учебных программ, учебных планов и качество их выполнения. И. А. Тюлина многократно публиковала свои работы в «Сборнике научно-методических
статей по теоретической механике» (издаётся при этом совете с 1968 года).
Много времени и сил И. А. Тюлина отдавала общественной деятельности. Она являлась членом Совета ветеранов войны и труда механико-математического факультета МГУ и вела большую работу по созданию истории факультета (включая архивную работу, различные публикации, организацию выставок, фотовитрин кафедр), по сохранению и увековечению памяти студентов, аспирантов и учёных мехмата, погибших на фронтах Великой Отечественной войны. Ею на мехмате к 40-летию Победы над фашистской Германией была организована комната боевой славы.
В 1999 году И. А. Тюлиной присуждено почётное звание «Заслуженный преподаватель МГУ». Ушла из жизни 29 июня 2020 года, похоронена в Москве на Ваганьковском кладбище (уч. № 15), рядом с родителями.
Дочь И. А. Тюлиной, Анна Константиновна Тюлина — выпускник мехмата, кандидат физико-математических наук, доцент; работает на кафедре высшей математики в Российском государственном университете нефти и газа имени И. М. Губкина.

## Научная деятельность
Научные интересы: история и методология механики, теоретическая механика.
В 1961 году И. А. Тюлина, опираясь на подготовленные Н. Д. Моисеевым варианты рукописи и проведя значительную редакционную доработку, издала книгу своего учителя «Очерки истории развития механики». Эта книга долгое время оставалась единственной в СССР книгой по общей истории механики, охватывавшей период от античности до начала XX века.
В 1979 году было опубликовано учебное пособие И. А. Тюлиной «История и методология механики». В нём не только была представлена история формирования и развития понятий и принципов механики, но затрагивались также социальные и философские аспекты механики и её отраслей, причём изложение истории механики велось в связи с производственно-экономическими запросами и философскими воззрениями ушедших эпох. Данное пособие широко использовалось как студентами мехмата, изучавшими курс истории и методологии механики, так и преподавателями вузов, проходившими на мехмате МГУ повышение квалификации. В 2013 году И. А. Тюлина издала подготовленный совместно с её ученицей В. Н. Чинёновой курс лекций «История механики сквозь призму развития идей, принципов и гипотез», дополненный новыми фактами и подходами, а также сведениями из опубликованных в последние годы монографий и статей.
И. А. Тюлина — автор написанных ею (частью в соавторстве) монографий о жизни и творчестве выдающихся механиков: Ж. Л. Лагранжа, А. И. Некрасова, В. В. Голубева, Б. В. Булгакова, Н. Д. Моисеева, В. Н. Щелкачёва, А. А. Космодемьянского. Ценным вкладом в историю Московского государственного университета стал ряд её очерков о развитии математики и механики в Московском университете.
Под научным руководством И. А. Тюлиной защищено 8 кандидатских диссертаций (Ю. В. Караваевым, В. Н. Чинёновой, Л. А. Протасовой, А. А. Ким, В. Н. Волгиной, Ю. М. Пустовойтовой, Н. М. Панькиной, Л. Л. Кульвецаса). Она была научным консультантом докторских диссертаций Л. Л. Кульвецаса и В. И. Яковлева.

## Публикации
И. А. Тюлина — автор 4 учебников, 8 монографий и более 170 научных трудов по истории механики. Среди них:

### Отдельные издания
- Тюлина И. А., Ракчеев Е. Н. История механики. — М.: Изд-во Моск. ун-та, 1962. — 228 с.
- Тюлина И. А. Жозеф Луи Лагранж. — М.: Наука, 1977. — 224 с.
- Тюлина И. А. История и методология механики. — М.: Изд-во Моск. ун-та, 1979. — 282 с.
- Протасова Л. А., Тюлина И. А. Владимир Васильевич Голубев. — М.: Изд-во Моск. ун-та, 1986. — 110 с.
- Ким А. А., Тюлина И. А. Борис Владимирович Булгаков, 1900—1952. — М.: Наука, 2000. — 83 с. — ISBN 5-02002481-3.
- Волгина В. Н., Тюлина И. А. Александр Иванович Некрасов. 1883—1957. — М.: Наука, 2001. — 101 с. — ISBN 5-02-013055-9.
- Тюлина И. А. Аркадий Александрович Космодемьянский. 1909—1988. — М.: Наука, 2003. — 116 с. — ISBN 5-02-002846-0.
- Тюлина И. А. Выдающийся учёный и педагог — выпускник физико-математического факультета Московского университета — Владимир Николаевич Щелкачёв. — М.: Изд-во Центра прикладных исследований при механико-математическом факультете МГУ, 2005. — 40 с.
- Механика в  Московском университете] / под ред. И.А. Тюлиной, Н.С. Смирнова. — М.: Айрис-Пресс, 2005. — ISBN 5-8112-1474-X..
- Гребеников Е. А., Тюлина И. А. Николай Дмитриевич Моисеев. 1902—1955. — М.: Наука, 2007. — 131 с. — ISBN 5-02-034104-5.
- Тюлина И. А. Памяти математиков и механиков Московского университета, погибших в Великой Отечественной войне. — М.: Изд-во Моск. ун-та, 2007. — 103 с. — ISBN 978-5-211-05688-6.
- Тюлина И. А., Чинёнова В. Н. История механики сквозь призму развития идей, принципов и гипотез. 2-е изд. — М.: URSS, 2013. — 252 с. — ISBN 978-5-397-02333-7.

### Некоторые статьи
- Тюлина И. А. Развитие механики в Московском университете в XVIII и XIX веках // Историко-математические исследования. Вып. VIII. — М.: ГИТТЛ, 1955. — 635 с. — С. 489—536.
- Тюлина И. А. Научная деятельность И.В. Мещерского // Труды Института истории естествознания и техники. Том 34. — М.: Изд-во АН СССР, 1960. — 528 с. — С. 264—272.
- Тюлина И. А., Казарян А. И. Принцип возможных перемещений в трудах М.В. Остроградского и его школы // Очерки истории математики и механики / Под ред. А. Т. Григорьяна. — М.: Изд-во АН СССР, 1963. — 272 с. — С. 124—146.
- Тюлина И. А. О работах Л. Эйлера по теории гидрореактивного судна и водяной турбины // Вопросы истории естествознания и техники. — 1971. — № 4 (33). — С. 34—46.
- Тюлина И. А. Концепция пространства, времени и движения в механике Ньютона (к 300-летию выхода в свет «Начал» Ньютона) // Сборник научно-методических статей по теоретической механике. Вып. 18. — М.: Высшая школа, 1987. — С. 7—13.
- Полтавская Л. А., Тюлина И. А. Об элементах историзма в преподавании теоретической механики // Сборник научно-методических статей. Теоретическая механика. Вып. 22. — М.: Изд-во МГТУ им. Н.Э. Баумана, 1996. — С. 117—122.
- Тюлина И. А.  О развитии прикладной математики и механики в Московском университете (XVIII—XXI вв.) // Математика в высшем образовании. — 2003. — № 1. — С. 103—116.
- Тюлина И. А. Александр Юльевич Ишлинский — организатор Научно-методического совета по теоретической механике // Сборник научно-методических статей. Теоретическая механика. Вып. 25. — М.: Изд-во Моск. ун-та, 2004. — С. 13—20.
- Блескина В. В., Тюлина И. А. Учёный-механик, новатор, педагог // Проблемы механики и управления: Нелинейные динамические системы. — 2009. — № 41. — С. 15—21.
- Евтушенко А. А., Тюлина И. А. Обзор отечественных изданий Сборника задач по теоретической механике И.В. Мещерского // Сборник научно-методических статей. Теоретическая механика. Вып. 28. — М.: Изд-во Моск. ун-та, 2012. — С. 141—155.
- Чинёнова В. Н., Тюлина И. А., Зубова И. К. Алексей Николаевич Боголюбов — как историк механики (к 100-летию со дня рождения) // Исследования по истории физики и механики. 2012—2013. — М.: Физматлит, 2014. — ISBN 978-5-94052240-9. — С. 11—42.
- Смирнов Н. Н., Тюлина И. А. Повесть о ракетчике // Известия Российской академии ракетных и артиллерийских наук. — 2014. — № 3 (83). — С. 109—114.
- Тюлина И. А., Тюлина А. К., Яковлев В. И.  К 100-летию со дня рождения Г.А. Тюлина // Вестник Пермского Университета. Математика. Механика. Информатика. — 2015. — Т. 30, № 3. — С. 82—102.